# Marvin Wolf
Marvin Wolf (* 1973 in Wien) ist ein österreichischer Journalist, sowie Fernseh-Moderator.

## Leben und Karriere
Wolf wurde in Wien geboren und besuchte in Wien-Strebersdorf, das Christliche Gymnasium der Schulbrüder und machte 1993 in Wien seine Matura. Anschließend begann er ein Studium der Rechtswissenschaften an der Rechtswissenschaftlichen Fakultät der Universität Wien;  1995 begann seine erste journalistische Tätigkeit beim Radiosender Ö3. Im Laufe der Jahre war er dort als Redakteur, CvD und Moderator im Einsatz, bis er 2003 das Format wechselte und als Redakteur zum Fernsehmagazin Willkommen Österreich kam. Als Off-Air-Moderator ist er seit 1996 bereits auf hunderten Veranstaltungen im Einsatz gewesen; darunter auf Messen, Sportveranstaltungen oder Firmenfeiern.
Im Februar 2004 war er als Reporter aktiv und hatte diese Position bis einschließlich März 2007 inne, ehe er ab April 2007 Außenreporter von Willkommen Österreich wurde. Danach war er vertretungsweise als Moderator bei Konkret: Das Servicemagazin aktiv und ersetzte dabei die Kolleginnen Martina Rupp und Claudia Reiterer. Nach der Programmreform 2012 und der Umbenennung der Sendung in heute konkret hatte er die Position als Springer weiterhin inne. Seit 21. August 2017 heißt die Sendung konkret. Marvin Wolf moderiert auch diese Sendung vertretungsweise.
Der fließend Englisch sprechende Wiener absolvierte diverse Sprech- und Moderationskurse in Österreich und den Vereinigten Staaten, so unter anderem in den The Embassy Recording Studios in North Hollywood, Los Angeles, Kalifornien. Des Weiteren war er auch für einen Wiener Privatradiosender im Einsatz und war aktiver Mitarbeiter bei NEWS Networld.
2009 moderierte er außerdem die Reality-Dokumentation YPD-Challenge 09 – der Weg zum coolsten Ferialjob des Jahres auf ORF 1.

## Auszeichnungen
- Florianiplakette des Österreichischen Bundesfeuerwehrverbandes (2017)